# Sam Balter
Samuel J. "Sam" Balter, Jr., född 15 oktober 1909 i Detroit, död 8 augusti 1998 i Los Angeles, var en amerikansk basketspelare.
Balter blev olympisk mästare i basket vid sommarspelen 1936 i Berlin.